# جائزة نوبل للسلام 2016

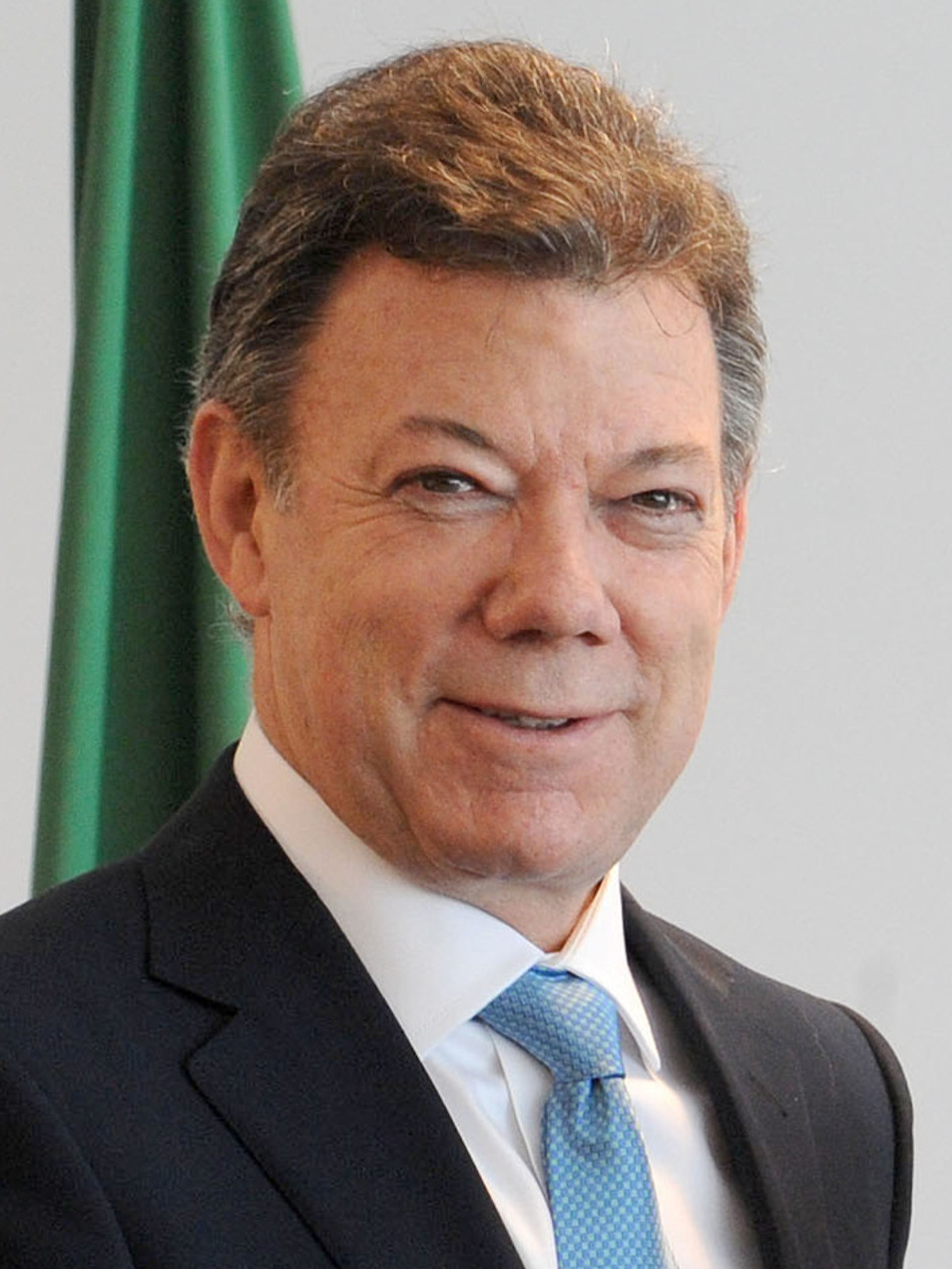
خوان مانويل سانتوس)

منحت جائزة نوبل للسلام 2016 لرئيس كولومبيا خوان مانويل سانتوس "لجهوده الحازمة لايقاف حرب كادت أن تقضي علي شعب بأكمله، الحرب التي أودت بحياة 220.000 على الأقل من الكولومبيين وكان عددالنازحين منها بالقرب من ستة ملايين شخص. إن هذا الصراع هو من أطول الحروب التي استمرت، ولعل اخرها حرب العصابات المتبقية في الأمريكتين. وجائزة نوبل للسلام تمنح سنويا لأولئك الذين بذلوا الجهد من أجل الإخاء بين الأمم، من أجل إلغاء أو تقليص الجيوش القائمة ولعقد وتعزيز مؤتمرات السلام. وقد جاء هذا الإعلان في 7 أكتوبر في مؤتمر صحفي في مركز نوبل للسلام، وحفل توزيع الجوائز الرسمي سيعقد يوم 10 ديسمبر في قاعة مدينة أوسلو.
منحت هذه الجائزة بعد خمسة أيام فقط من هزيمة الحكومة في استفتاء اتفاق السلام الكولومبي على التصديق علي اتفاق نهائي بشأن عملية السلام.
وتؤكد لجنة نوبل النرويجية على أهمية دعوة الرئيس سانتوس الآن جميع الأطراف إلى المشاركة في حوار وطني واسع النطاق تهدف إلى دفع عملية السلام. حتى لقد رحب أولئك الذين يعارضون اتفاق السلام هذا الحوار. وتأمل لجنة نوبل أن جميع الأطراف سوف تأخذ نصيبها من المسؤولية والمشاركة البناءة في محادثات السلام المقبلة.
وأبلغ سانتوس بالجائزة من قبل ابنه في مرحلة ما قبل الفجر من يوم الإعلان. وفي أول تصريح علني له أعلن، وهذا التمييز الشرفي ليس لي، بل هو لجميع ضحايا النزاع. معا سوف نفوز بالجائزة الأهم من ذلك كله: السلام وفي الأيام التي تلت أعلن أيضا أن 8 ملايين كرونة سويديةالجائزة (حوالي 2.7 مليار بيزو كولومبي) سيتم التبرع بها لدعم ضحايا النزاع.

## الترشيحات
بلغ عدد المرشحين هذا العام لنيل الجائزة 376 منهم 228فرد و148منظمة ويعتبر هذا العدد أكبر عدد منذ عام 2014  الذي بلغ عدد المرشحين فيه 278.
وشمل المرشحين الآخرين الدفاع المدني السوري  لدوره في النزاع السوري (بناءا غلي توصيات من الصحافة الغربية), دكتورة نادية مراد لعملها علي حل أزمة اللاجئين، ودكتور دينيس موكويجي لمساعدته علي حل ازمة الاغتصاب في الكونغو.
هذا ولا يزال المزيد من المرشحين ومنهم سفيتلانا غانوشكينا، إرنست مونيز وعلي أكبر صالحي، وإدوارد سنودن.
كما تم ترشيح ستة كولومبين خمسة منهم من ضحايا النزاغ المسلح في كولومبيا.

## ردود الفعل
في بيان صادر عن مدير اليونسكو ايرينا بوكوفا أشاد بمجهود الرئيس سانتوس والاخرين الذين يسعون لبناء السلام ونشره كل يوم، من خلال اتباع اجراءات والسير خطوة بخطوة لتضميد جراح اسرهم ومجتمعاتهم.
التقارير الأولية أعربت أيضا عن مفاجأة أن الجائزة لم تمنح بالاشتراك مع القوات المسلحة الثورية الكولومبية وزعيمها رودريجو لوندونو شريك الرئيس سانتوس في التفاوض إلا ان لوندونو في تغريدة له قال (ان ما نريدة ليس الجائزة انما نشر العدالة الاجتماعية في كولومبيا باسرها).
وأشار الكاتب سياران نوريسفي في صحيفة الغارديان إن منح الجائزة فقط لسانتوس، وليس إلى الخوذ الأبيض أو بالمشاركة مع زعيم القوات المسلحة الثورية الكولومبية، كان خيارا متعمدا لإقراض قوتها بطريقة قد يكون لها أكبر الأثر المباشر في تحقيق السلام. "وكانت لجنة جائزة نوبل فرصة اليوم، بعد أيام فقط من عملية سلام عسيرة تواجه خطر الضياع في الغابات الكولومبية، لإثارة السلام وانعاش هذه العملية.

## المجتمع

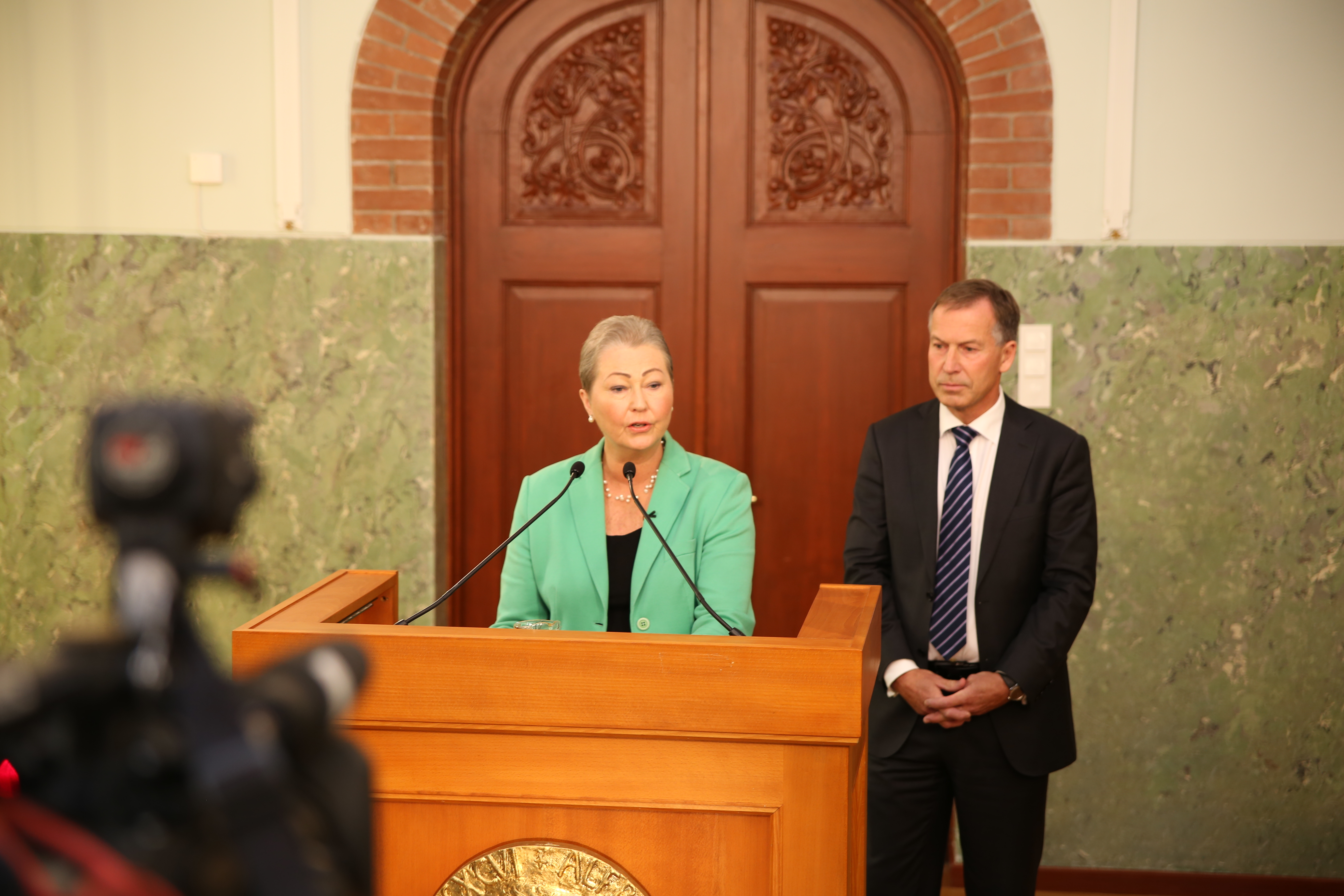
كاسي كولمان فايف ونوجلستاد أثناءالاعلان عن الفائز بجائزة نوبل يوم 7أكتوبر

ويتم منح جائزة نوبل للسلام من قبل لجنة نوبل النرويجية وأعضاءها 
- كاسي كولمان فايف (الرئيس منذ مارس عام 2015، ولد 1951)، عضو سابق في البرلمان والوزير لحزب المحافظين. عضو في اللجنة منذ عام 2003.
- بيريت ريس أندرسن (نائب الرئيس، مواليد 1954)، داعية (محام)، ورئيس نقابة المحامين النرويجية، السابق وزير الدولة ل وزير العدل والشرطة (الذي يمثل حزب العمال). عضو في اللجنة منذ عام 2011.
- اينغر ماري (مواليد 1941)، عضو سابق في البرلمان عن حزب التقدم. عضو في اللجنة منذ عام 2000.
- توربيورن ياغلاند (مواليد 1950)، عضو سابق في البرلمان ورئيس البرلمان النرويجي ورئيس الوزراء السابق ل حزب العمال، الأمين العام الحالي لل مجلس أوروبا.
- هنريك Syse (مواليد 1966)، باحث أول في معهد أبحاث السلام في أوسلو. عضو في اللجنة منذ عام 2015.
- اولاف نوجلستاد مواليد 1957مدير معهد نوبل النرويجي وسكرتير اللجنة.

## روابط خارجية
- Interview with Santos at NobelPrize.org